# Scarus ferrugineus
Espèce
Statut de conservation UICN

 LC  : Préoccupation mineure
Scarus ferrugineus (nom vernaculaire : Poisson perroquet rouille ou Perroquet rouillé) est un poisson de récif qui se rencontre dans la partie occidentale de l'océan Indien, la mer Rouge et le golfe d'Aden.

## Description
Scarus ferrugineus mesure jusqu'à 40-41 cm.
On peut le voir de la surface de l'eau à 60 m de fond, le long des pentes coralliennes.
Son nom a été donné par le naturaliste Peter Forsskål au XVIIIe siècle : il avait identifié un jeune individu à la livrée rousse donc ferrugineuse.

Ce poisson perroquet se développe en 3 phases : la phase juvénile, la phase adulte initiale (principalement des femelles) et la phase adulte finale où les femelles changent de couleur et de sexe et deviennent mâle. Le mâle adulte de la phase finale mâle est facilement identifiable à son museau turquoise et ses joues saumon.

Poisson perroquet Scarus ferrugineus
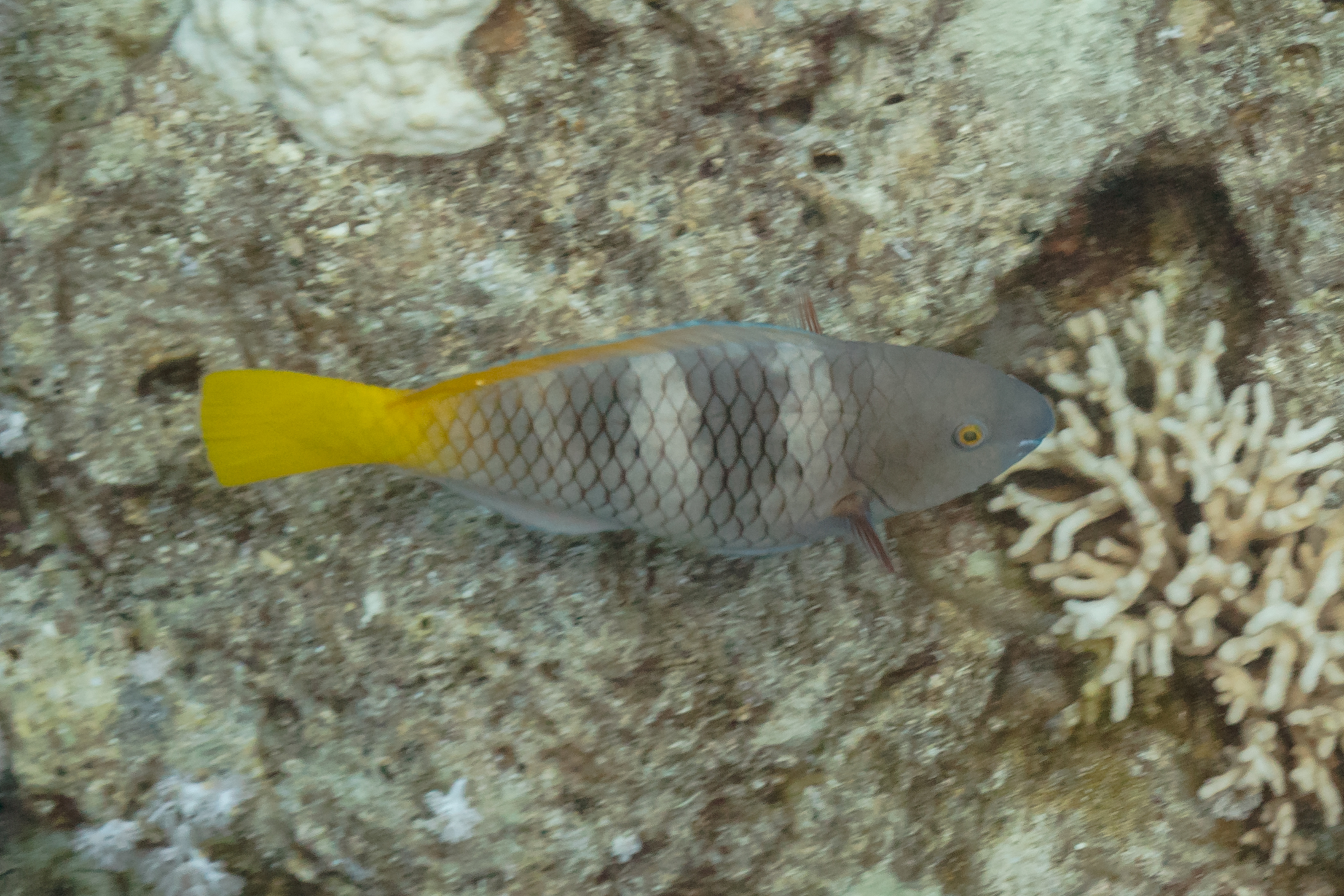
Adulte, phase initiale (essentiellement des femelles)
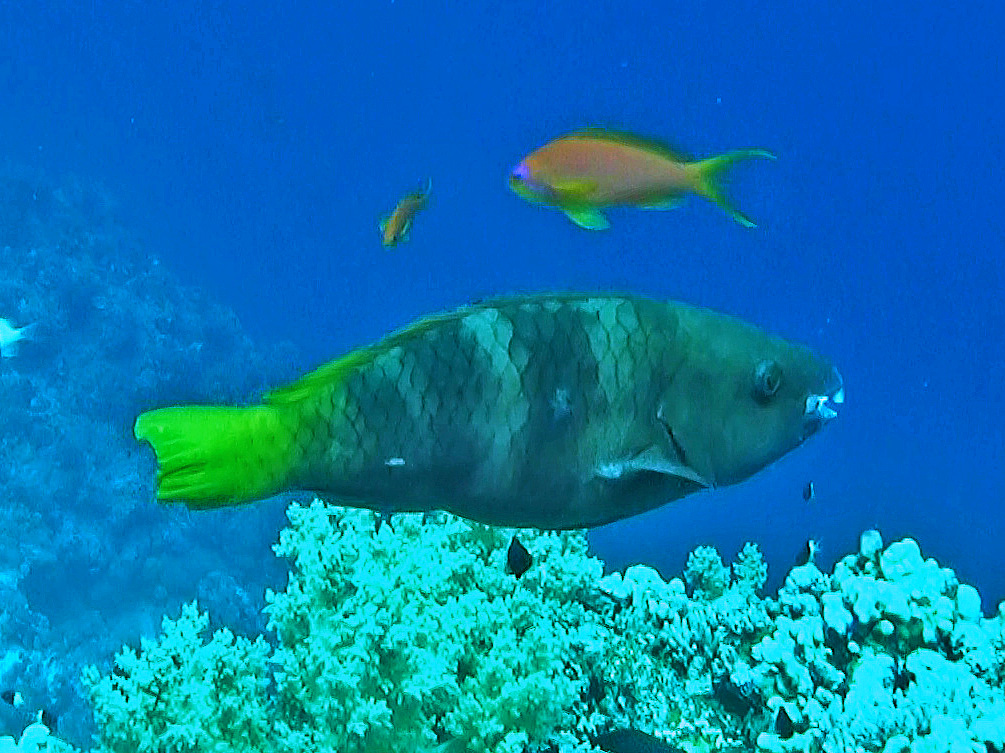
Adulte, phase initiale
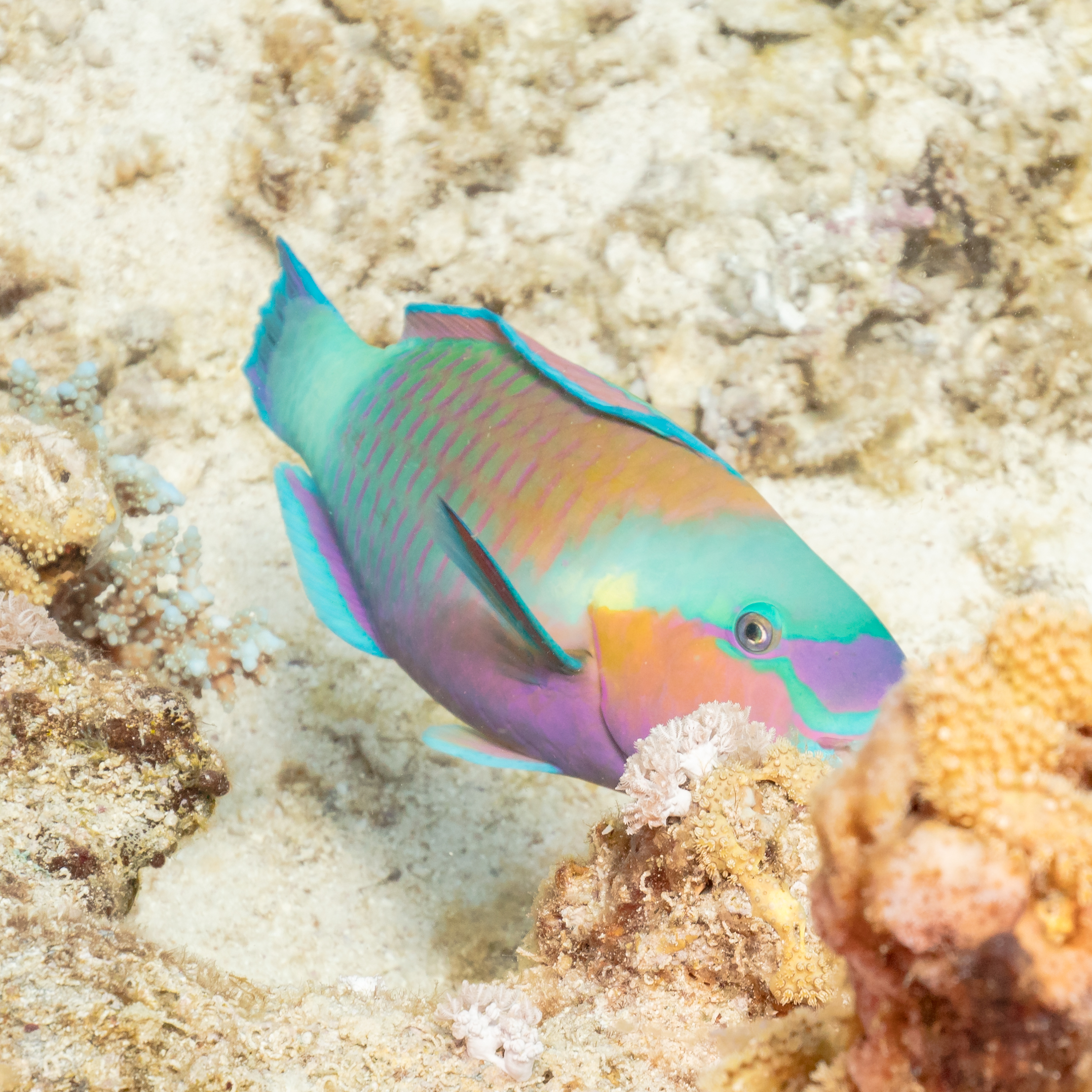
Adulte, phase "terminale", mâle
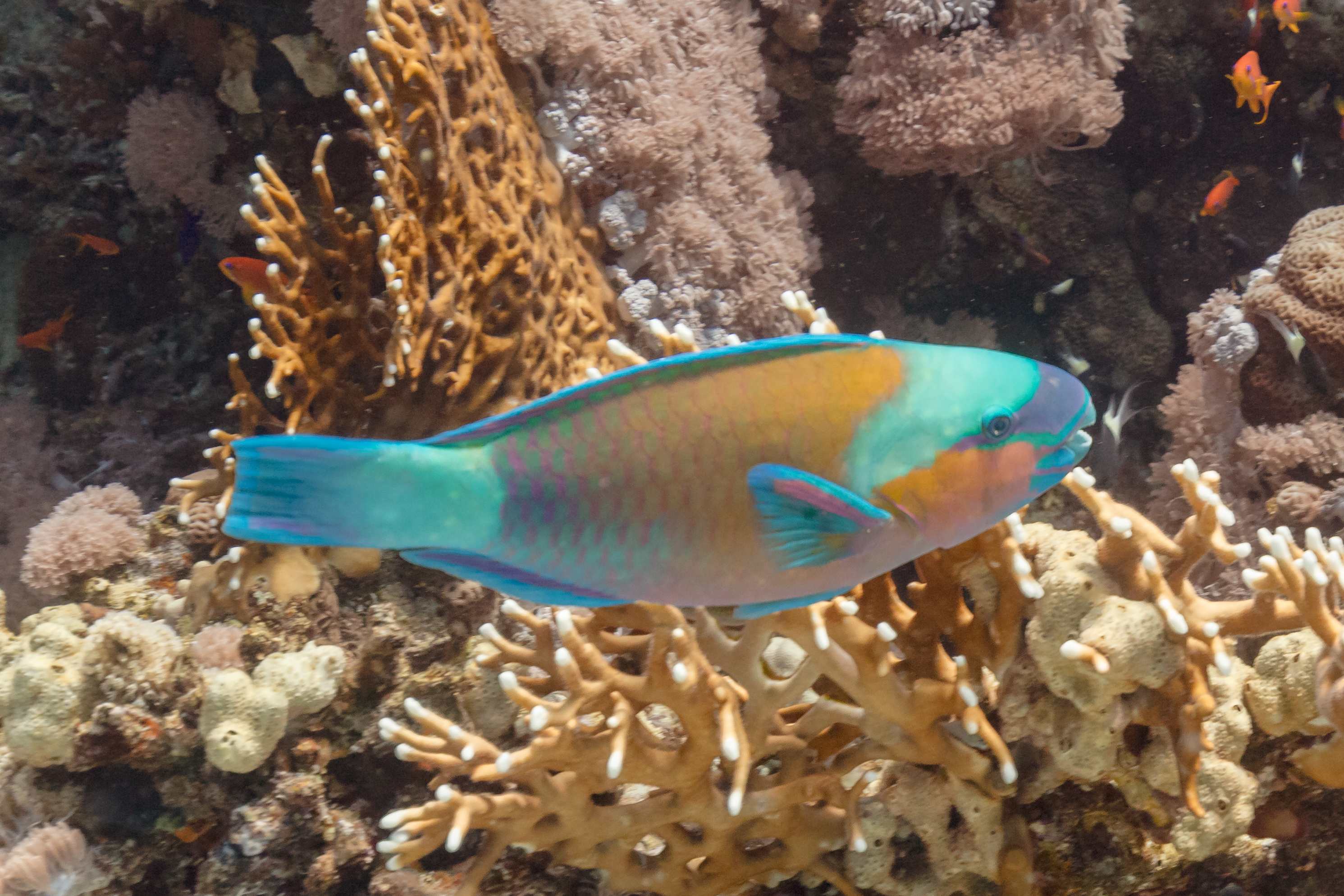
Adulte, phase finale, mâle

Il "broutte" le corail avec son "bec de perroquet" pour se nourrir des polypes. Le calcaire expulsé après sa digestion constitue une part du sable des plages.